# Língua pancararu
O pankararú foi uma língua indígena brasileira falada pelos índios pankararus. É uma língua ainda não classificada.

## Vocabulário
Vocabulário do dialeto de Brejo dos Padres coletado por Carlos Estêvam (em Pompeu 1958):
| Português           | Brejo dos Padres             |
| ------------------- | ---------------------------- |
| fogo                | obaí                         |
| água                | jinikací; jatateruá; jai, já |
| brejo               | ibiji, arôto                 |
| lagoa               | joo                          |
| terra               | jobají                       |
| pedra               | tóitú; ipá                   |
| sal                 | tuká                         |
| cachimbo            | kuna kuní                    |
| cachimbo cerimonial | matrinadô; matrigó           |
| maracá              | káma, kabá eyá               |
| pinheiro            | burúti                       |
| menino              | jorã, óibo                   |
| parente             | gôyáji                       |
| irmã e prima        | dakatái                      |
| onça preta          | tupé                         |
| Maracajá            | Gwariatã                     |
| porco               | tarací                       |
| mocó                | kewí                         |
| tatu-peba           | kuriépe                      |
| boi                 | kanarí                       |
| vaca                | tú                           |
| ovelha              | pusharé; sumui íra           |
| passarinho          | iushií                       |
| pena                | tik                          |
| ovo                 | aji                          |
| papagaio            | umaiatá                      |
| periquito           | glyglilin                    |
| peixe               | kamijo                       |
| abelha              | axxaó                        |
| madeira, pau        | dáka                         |
| flor                | barkíra                      |
| milho               | ta, mõni                     |
| tabaco, fumo        | põi; ajó                     |
| bonito              | limin                        |

Vocabulário do Pankarú (Pankararú) de Brejo dos Padres coletado do informante João Moreno por Wilbur Pickering em 1961:
| Português                  | Pankarú (Pankararú)     |
| -------------------------- | ----------------------- |
| amarelo                    | ˈžúbʌ̀                   |
| pedra amarela              | itapurʌŋga              |
| boca                       | ūːřú kàˈtiŋ̄             |
| minha boca                 | sε̄ ūˈřú                 |
| bom                        | kátù                    |
| ele é bom                  | ayε katu                |
| o olho é bom               | sảːkàtú kyả̀             |
| vocês são bons             | pε̄ñékātù / pε̃ñékátù     |
| branco                     | ˈtíŋgʌ́                  |
| buraco                     | kwàřà                   |
| cabeça                     | uukà                    |
| a cabeça é redonda         | muukὶ(ː)                |
| cabelo                     | uŋkyò                   |
| o cabelo é preto           | uŋkyò àlóːkià           |
| cachorro                   | ítōˈlókyà               |
| caminho                    | pε                      |
| carne                      | sóːō                    |
| casa                       | ókhà                    |
| céu                        | tšιakι / aʌ̨nsε          |
| cobra                      | fítš̭ˈàká / fítš̭iākà     |
| coração                    | (úpíˈá) ūpia kàtú asu   |
| corda                      | ˈmúsúřʌ̨̀nʌ̨̀               |
| dedo grande                | kų̀ʌ̨́ kàtέ gàsú           |
| dente                      | (tʌ̨̄ˈíŋkàtī)             |
| dia                        | ˈářà                    |
| ele / ela                  | àyέ                     |
| eles, elas                 | āìˈtá                   |
| este, esta                 | kwa                     |
| eu                         | šεʔ                     |
| faca                       | kisε                    |
| fogo                       | ˈpo                     |
| fumo (tabaco)              | pɔi                     |
| pedra furada               | ítákwàřà                |
| ele furou a orelha         | oː màlί ásò             |
| homem                      | aba                     |
| homem velho                | ábá ùmʌ̨̀                 |
| joelho                     | àˈlų́                    |
| o joelho está mau          | sātkālί ˈʔų́ː            |
| língua                     | (mε̄āŋˈgā)               |
| lua                        | ˈžasì                   |
| lua cheia                  | kaiřε                   |
| lua nova                   | katiti                  |
| mãe                        | sέʔžàʔ                  |
| mandioca                   | mʌ̨̀nˈdī                  |
| mão                        | pɔ̄pitέkàí               |
| mar                        | pəřəˈnà                 |
| mau                        | pùší                    |
| menina                     | mítákų̄įˈʌ̨̀ / íādε̄doŋ̄kīˈà |
| menino                     | íādε̄dùˈà                |
| milho                      | ávātì                   |
| moça                       | kų̀įʌ̨̀ mùkú               |
| moça velha                 | kų̀įʌ̨̀ fìlìwà             |
| mulher                     | kų̀įʌ̨̄                    |
| não                        | ų́hų̄                     |
| nariz                      | tákwí                   |
| meu nariz                  | séˈtį̀                   |
| nossos narizes (meu e seu) | iānέʔtį̀                 |
| seu nariz (de você)        | šέˈtį́                   |
| seu nariz (dele)           | sέˈtį́ àyὲ               |
| noite                      | pīˈtų̀                   |
| nós, nosso                 | ìànέʔ                   |
| olho                       | (pavεořukya) / sả̀ː      |
| onça                       | žáˈgwà                  |
| orelha                     | mōːkìhkyà               |
| pai (meu pai)              | sέʔpāià                 |
| pedra                      | ítà                     |
| pedra branca               | itatiŋga                |
| pedra preta                | ítáʔų̀na                 |
| perna                      | kóškì                   |
| preto                      | ʔų́nʌ̨̄                    |
| redondo                    | púʌ̨̄                     |
| sol                        | kwářásí                 |
| velho                      | ùmʌ̨̄                     |
| homem velho                | ábá úmʌ̨̀                 |
| moça velha                 | kų̀iʌ̨̀ fìlìwà             |
| vós (vocês)                | pὲˈñε̄                   |
| açúcar                     | dódəsākà                |
| cabra                      | kářkíá                  |
| camaleão                   | fìˈkíˈá                 |
| canela                     | (kālε̄ˈʔί̨ʌ) kia          |
| coxo                       | kóš                     |
| dedo                       | kų̄nˈkàtέ                |
| farinha                    | kítshià                 |
| feijão                     | nátsākā                 |
| garganta                   | gāε̄òˈŋkyà               |
| grosso                     | sábóó                   |
| lagarto                    | šōá                     |
| macaxeira                  | aipį́                    |
| moreno                     | pìˈtùnà                 |
| queixo                     | tʔíŋkwˈí                |
| sim                        | ʌ̨̅hʌ̨́                     |
| ?                          | (pʌ̨̅ŋkārὲː)              |